# Vattnets autoprotolys
Vattenmolekyler kan både uppta och avge protoner (vätejoner, H+), det vill säga genomgå protolys (protonöverföring). Vattnets autoprotolys innebär att en liten del av vattenmolekylerna alltid överför protoner mellan varandra och bildar oxoniumjoner (H3O+) och hydroxidjoner (OH-). Fria vätejoner förekommer inte i lösning men i formler förenklas ofta oxoniumjonen till en vätejon. Med denna förenkling kan reaktionen skrivas på följande sätt:
{\displaystyle {\mbox{H}}_{2}{\mbox{O}}\rightleftharpoons {\mbox{H}}^{+}+{\mbox{OH}}^{-}\qquad ;\qquad K_{\mathrm {w} }}
där Kw är en jämviktskonstant som definieras utifrån aktiviteter, vilka är ungefär lika med mätetalet av koncentrationen mätt i mol per liter (molariteten) för lösta ämnen och sätts till 1 för rena ämnen. Vattnet i utspädda lösningar är nästan rent och dess aktivitet kan approximeras med 1. Vi får:
{\displaystyle K_{\mathrm {w} }={\frac {\{\mathrm {H} ^{+}\}\ \{\mathrm {OH} ^{-}\}}{\{\mathrm {H} _{2}\mathrm {O} (\mathrm {l} )\}}}=\{\mathrm {H} ^{+}\}\ \{\mathrm {OH} ^{-}\}\approx {\frac {[\mathrm {H} ^{+}][\mathrm {OH} ^{-}]}{c^{\circ 2}}}}
där klammerparenteser betecknar aktiviteter, hakparenteser betecknar koncentrationer och c○ är standardkoncentrationen 1 M = 1 mol/dm3. Konstanten Kw har ett värde på 10−14 vid 25 °C (298,15 K). Ofta anges jämviktskonstanten på en logaritmisk skala, som negativa tiologaritmen:
{\displaystyle \mathrm {p} K_{\mathrm {w} }=-\log _{10}K_{\mathrm {w} }=14,00\qquad ({\text{vid}}\quad 25\ ^{\circ }\mathrm {C} )}
Värdet på jämviktskonstanten är temperaturberoende. För vatten gäller det att värdet minskar vid ökad temperatur vilket leder till att pH-värdet minskar i rent vatten som värms. Trots att pH-värdet minskar så är vattnet fortfarande neutralt eftersom pOH också minskar vid ökande temperatur.
| Temperatur | Kw/(10−14) | pKw   | neutral pH |
| ---------- | ---------- | ----- | ---------- |
| 0 °C       | 0,11       | 14,94 | 7,47       |
| 10 °C      | 0,29       | 14,53 | 7,27       |
| 20 °C      | 0,68       | 14,17 | 7,09       |
| 25 °C      | 1,01       | 14,00 | 7,00       |
| 30 °C      | 1,47       | 13,83 | 6,92       |
| 40 °C      | 2,92       | 13,53 | 6,77       |
| 50 °C      | 5,47       | 13,26 | 6,63       |
| 60 °C      | 9,6        | 13,02 | 6,51       |
| 70 °C      | 16         | 12,80 | 6,40       |
| 80 °C      | 25         | 12,60 | 6,30       |
| 90 °C      | 37         | 12,43 | 6,22       |
| 100 °C     | 54         | 12,27 | 6,14       |